# Chaelundi-Nationalpark
Der Chaelundi-Nationalpark ist ein Nationalpark im Nordosten des australischen Bundesstaates New South Wales, 455 km nördlich von  Sydney, etwa 50 km nordwestlich von Dorrigo und rund 50 km südwestlich von Grafton.

## Ökologische Bedeutung
Im Park befinden sich 7.500 ha Primärwald und 11.000 ha unberührte Landschaft. Dort leben 187 einheimische und eingeschleppte Tierarten.

## Geschichte
Das Land, das vorher ein Staatsforst (zum Holzeinschlag!) war, wurde im Januar 1997 zum Nationalpark erklärt.

### Juristisches Vorspiel
Zwischen 1989 und 1991 strengten Mitglieder der North East Forrest Alliance eine Reihe von Klagen beim NSW Land and Environment Court, um den bei Dorrigo gelegenen Wald vor fortgesetztem Holzeinschlag zu bewahren. Ein Schlüsselverfahren betraf die Interpretation  von S. 99 des National Parks and Wildlife Act (1974), wo angegeben war, dass es eine Straftat wäre, „eine bedrohte Tierart zu entfernen oder zu töten“. Richter Paul Stein bezeichnete den Primärwald als „echten, vom Wald abhängigen Zoo“. Der Richterspruch bestätigte, dass unter „Entfernung einer Tierart“ auch die Zerstörung oder Veränderung ihres Lebensraums, wie sie mit der Abholzung einhergeht, gemeint sein kann. Gegen dieses Urteil wurde beim Supreme Court Berufung eingelegt, die aber nicht erfolgreich war.
Dieser Rechtsstreit wurde von einer Blockade des Holzeinschlages begleitet, die von erfahreneren und unerfahreneren grünen Aktivisten vor Ort durchgeführt wurde. Viele von ihnen zelteten im Wald und ketteten sich in Betonröhren oder auf 6 m hohen Dreifüßen an.